# Sieło sanatorija Jumatowo imieni 15-letija BASSR
Sieło sanatorija Jumatowo imieni 15-letija BASSR (ros. Село санатория Юматово имени 15-летия БАССР) – wieś (sieło) w Rosji, w Baszkortostanie, w rejonie ufimskim. W 2010 liczyła 532 mieszkańców.